# Music Box Theatre
Il Music Box Theatre è un teatro di Broadway situato nel distretto di Midtown Manhattan.

## Storia
Il teatro fu progettato dall'architetto Charles Howard Crane ed aprì al pubblico nel settembre 1921. Il teatro fu occupato per i primi quattro anni di attività dalle commedie musicali di Irving Berlin e Sam H. Harris, mentre nel 1925 ospitò la sua prima opera di prosa, Cradle Snatchers, con Humphrey Bogart nel cast. Negli anni successivi opere di Moss Hart, George Kaufman, Cole Porter e George Gershwin fecero il loro debutto proprio al Music Box Theatre.
Da allora il teatro ha ospitato diverse produzioni degne di nota, tra cui le prime di Broadway de L'inganno (1970), Trappola mortale (1978), Agnese di Dio (1982), Les Liaisons Dangereuses (1987) ed August: Osage County (2008), oltre ad apprezzati revival de Il diario di Anna Frank con Natalie Portman (1997) e Vite in privato (2011). Dal 2016 il Music Box Theatre ospita il musical Dear Evan Hansen, che nell'ultima settimana del 2017 ha segnato il record del più alto incasso al botteghino del teatro, con oltre due milioni e centomila dollari.